# 叶坡错
叶坡错是一个位于中国西藏自治区班戈县的湖泊，面积约为53平方千米。